# Лубянки (Рязанская область)
Лубянки — село в Ухоловском районе Рязанской области России, входит в состав Смолеевского сельского поселения.

## Географическое положение
Село расположено в 9 км на юго-запад от центра поселения села Смолеевка и в 22 км на юг от райцентра Ухолово.

## История
Находившаяся в селе церковь, как видно из окладных книг 1676 года, первоначально называлась Космодамиановской. В 1771 году вместо обветшавшей Космодамиановской церкви построена была новая деревянная церковь в честь иконы Божьей Матери Казанской с приделами Космодамианским и Никольским. В 1847 году вместо сгоревшей деревянной церкви построена каменная Троицкая с приделами Казанским и Космодамианским. 
В XIX — начале XX века село входило в состав Смолеевской волости Ряжского уезда Рязанской губернии. В 1906 году в селе было 130 дворов.
С 1929 года село являлось центром Лубянского сельсовета Ухоловского района Рязанского округа Московской области, с 1937 года — в составе Рязанской области, с 2005 года — в составе Смолеевского сельского поселения.
До 2011 года в селе действовала Лубянская основная общеобразовательная школа.

## Население
| 1859 | 1897 | 1906 | 2010 |
| ---- | ---- | ---- | ---- |
| 902  | ↘775 | ↗921 | ↘224 |